# Rocznik Jordana
Rocznik Jordana (Rocznik Jordana i Gaudentego) – niezachowany, najstarszy średniowieczny polski rocznik z przełomu X i XI w.
Rocznik Jordana był kontynuacją niemieckiego Rocznika fuldajskiego, który z kolei stanowił dokonaną w Fuldzie kompilację roczników hersfeldzkiego i korbejskiego, poszerzoną o katalog arcybiskupów mogunckich. Zapiski pochodzenia niemieckiego przypuszczalnie dotarły w 1. połowie X wieku do Pragi, gdzie zostały wzbogacone miejscowymi wydarzeniami (m.in. śmierć św. Wacława w 929), a następnie około 970 trafiły do Gniezna wraz z biskupem misyjnym Jordanem. Rocznik początkowo prowadzony był pod nadzorem Jordana, następnie trafił pod opiekę pierwszego arcybiskupa gnieźnieńskiego Radzima Gaudentego. Około 1000 roku w roczniku pojawiła się grupa zapisków odnoszących się do żywota i męczeństwa św. Wojciecha. 
Zapiski rocznika zostały prawdopodobnie około 1032 przepisane do Rocznika Rychezy, również zaginionego. Z Rocznika Rychezy zapiski przeszły do zachowanego Rocznika kapituły krakowskiej, dzięki czemu przetrwały. W 1038 rocznik został zrabowany podczas najazdu czeskiego księcia Brzetysława, wywieziony z Polski, zaś dalsze jego losy nie są znane. Część polskich historyków stawia hipotezę, że Rocznik Jordana po przewiezieniu do Pragi mógł stać się podstawą nowej fazy annalistyki czeskiej, na co wskazuje obecność w źródłach czeskich informacji dotyczących wydarzeń w Polsce (zapiski o św. Wojciechu, Pięciu Braciach Męczennikach, śmierci Bolesława Chrobrego).
Rocznik Jordana zawierał najstarsze zapisy dotyczące dziejów Polski:
- 965 – Dobrouka venit ad Miskonem (Dobrawa przybywa do Mieszka)
- 966 – Mysko dux baptizatur (Książę Mieszko zostaje ochrzczony)
- 967 – Boleslaus Magnus natus est (Narodził się Bolesław Wielki)[1]